# شاكمو (ولاية توزر)
شَاكْمُو (بالإنجليزية: Chakmou)‏ هي واحة و إحدى عمادات ولاية توزر و تتبع إداريا معتمدية حامة الجريد. 